# Judit könyve
A Judit könyve a katolikus Biblia egyik deuterokanonikus könyve. A héber és protestáns Bibliából kimaradt. Görög nyelven maradt fenn. A Kumránban talált írások között azonban megtalálták a héber nyelvű Judit könyvének részleteit is.

## Keletkezése
Ez a történet számos ősi nyelven él, és egy népmesén alapulhat, amit valószínűleg a Hasmoneusok korában (kb. Kr. e. 160–37 között), Palesztinában jegyeztek le. Nabukodonozor Asszíria királyaként való megemlítése arra utal, hogy a könyv esetleg nem történelmi céllal íródott, bár találhatunk a leírt betöréshez történelmileg hasonlót, amit IV. Antiokhosz követett el a szöveg keletkezése előtti időben. A kortörténeti pontatlanságai miatt felvetődik, hogy nem történelmi mű, hanem tanító jelleggel írt regény a műfaja. Mások szerint másolási pontatlanságokról van szó.

## Témája
Judit könyve (Judit magyarul „zsidó nő”) ősi zsidó írás. A könyv elbeszélése szerint a ninivei uralkodó Nabukodonozor hadvezére, Holofernész hadjáratot vezetett Izráel ellen, és amikor Bethulia városához ért, a moábiták népének fejei tanácsot adtak Holofernésznek: 
"Hallgasson meg bennünket, urunk, és akkor nem kap egyetlen sebet sem serege. Mert Izrael fiainak ez a népe nem a lándzsákban bizakodik, hanem sokkal inkább arra számít, hogy a hegyek, ahol lakik, magasak. A hegycsúcsaikra való feljutás valóban nem könnyű. Ezért, uram, ne ütközz meg velük csatasorba állva, akkor nem esik el egyetlen ember sem embereid közül. Maradj táborodban és tartsd ott sereged minden emberét, de szolgáid foglalják el a forrást, amely a hegy lábánál fakad. Mert ez látja el vízzel Betilua lakóit. A szomjúság majd rákényszeríti őket, hogy feladják a várost. Közben mi és embereink felmegyünk a legközelebbi hegyek gerincére, őrséget állítunk oda, hogy így ne mehessen ki egyetlen ember sem a városból. Az éhség elpusztítja őket, asszonyaikkal, gyermekeikkel egyetemben, és mielőtt még átjárná őket a kard, már az utcákon hevernek házuk előtt. Így keményen megfizethetsz nekik lázadásukért és azért, hogy nem jöttek ki eléd békésen."

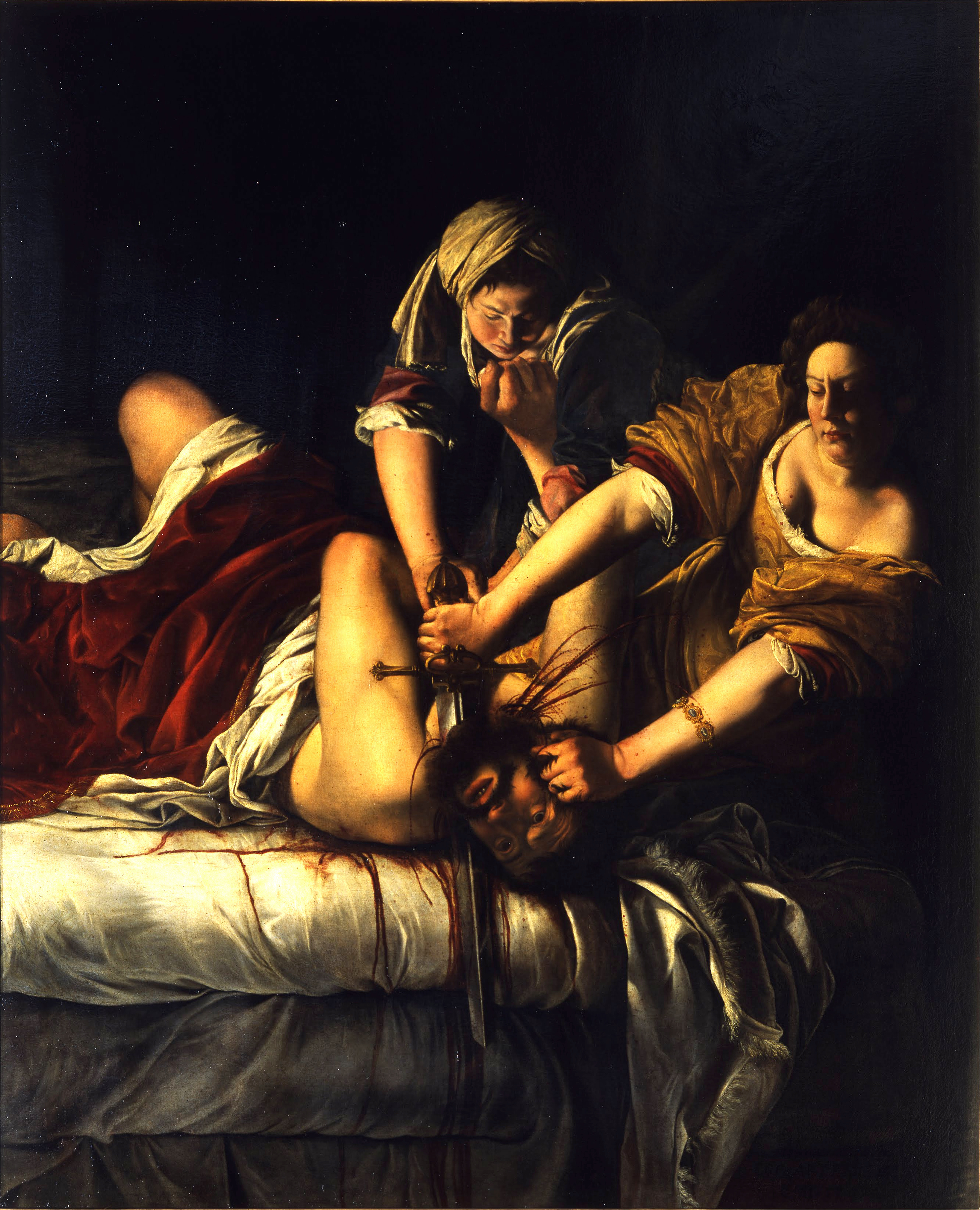
Artemisia Gentileschi: Judit lefejezi Holofernészt (1620 körül)

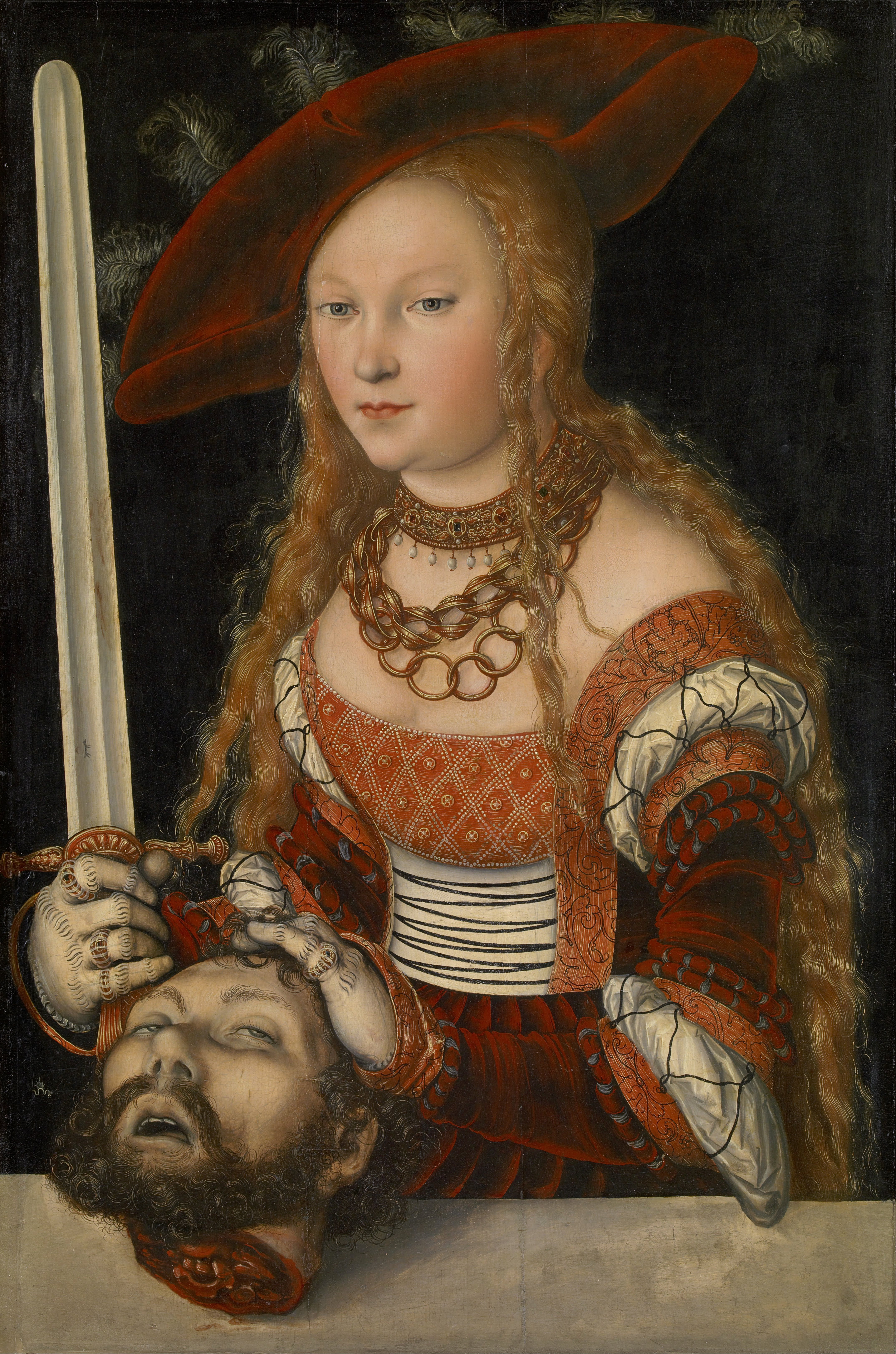
Judit Holofernész levágott fejével (1530 körül, Bécsi Szépművészeti Múzeum)

Mikor az ostromlott város már majdnem megadta magát, Judit, a gyönyörű és istenfélő zsidó özvegy az ellenség táborába ment, ahol Holofernész kegyeibe férkőzött, akit megbűvölt szépségével. Holofernész erős vágyat érzett az asszony iránt, ennek hatására rengeteget ivott és kábulatba esett. Judit lefejezte a részeg Holofernészt és visszatért a városba a fejével, amit kitűztek a városfalra, így a zsidók megfutamították az ellenséget.

## Mondanivalója
A történet Juditot az istenfélő zsidók példaképeként festi le és azt mutatja be, hogy Isten megmenti népét, amikor elkötelezettségét az ellenség gúnyolja. Nabukodonozor győzelmei miatt elbizakodottá vált, mint hadvezére is, aki így válaszol a tanácsadójának aki a kiéheztetés harcmodort ajánlja: "Ki isten Nebukadnezáron kívül? Elküldi seregét és elpusztítja őket a föld színéről, nem menti meg őket Istenük." (Jud 6.2). Isten viszont kimenti népét a szorongatottságból, egy istenfélő gyenge nőt választ, hogy megmutassa a túlerő legyőzhető, és az ellenfél elbizakodottsága nem homályosíthatja el Isten dicsőségét.